# Limenitis cocala
Limenitis cocala är en fjärilsart som beskrevs av Pieter Cramer 1782. Limenitis cocala ingår i släktet Limenitis och familjen praktfjärilar. Inga underarter finns listade i Catalogue of Life.